# Guarnición de Ejército Santa Rosa
La Guarnición de Ejército (Guar Ej) «Santa Rosa» es una base del Ejército Argentino. Se encuentra emplazada en la ciudad homónima de la Provincia de La Pampa. Es una de las bases de la X Brigada Mecanizada junto a las Guarniciones de Pigüé y Toay.

## Historia
A partir del año 1980 la base albergó al Comando de IV Cuerpo de Ejército «Ejército de los Andes» (Cdo Cpo Ej IV). En 1991 se dispuso la disolución de esta gran unidad de batalla.
En el año 1992, se instaló en la Guarnición el Comando de X Brigada Mecanizada «Teniente General Nicolás Levalle» (Cdo Br Mec X) junto con dos subunidades.

## Composición
| Unidades de la Guar Ej Santa Rosa                                     | Abreviatura   |
| --------------------------------------------------------------------- | ------------- |
| Comando de la X Brigada Mecanizada «Teniente General Nicolás Levalle» | Cdo Br Mec X  |
| Compañía de Ingenieros Mecanizada 10                                  | Ca Ing Mec 10 |
| Compañía de Comunicaciones Mecanizada 10                              | Ca Com Mec 10 |
| Compañía de Inteligencia 10                                           | Ca Icia 10    |